# Florent Mothe
Florent Mothe (ur. 13 maja 1981 w Dolinie Oise) – francuski piosenkarz, kompozytor, muzyk i autor tekstów piosenek.

## Życiorys

### Dzieciństwo i edukacja
Florent Mothe urodził się 13 maja 1981 roku w Dolinie Oise w regionie Île-de-France. W wieku siedmiu lat zaczął naukę w szkole muzycznej Montigny-lès-Cormeilles. W tym czasie nauczył się gry na wielu instrumentach muzycznych, takich jak m.in. flet, fortepian, syntezator i gitara.

### Kariera

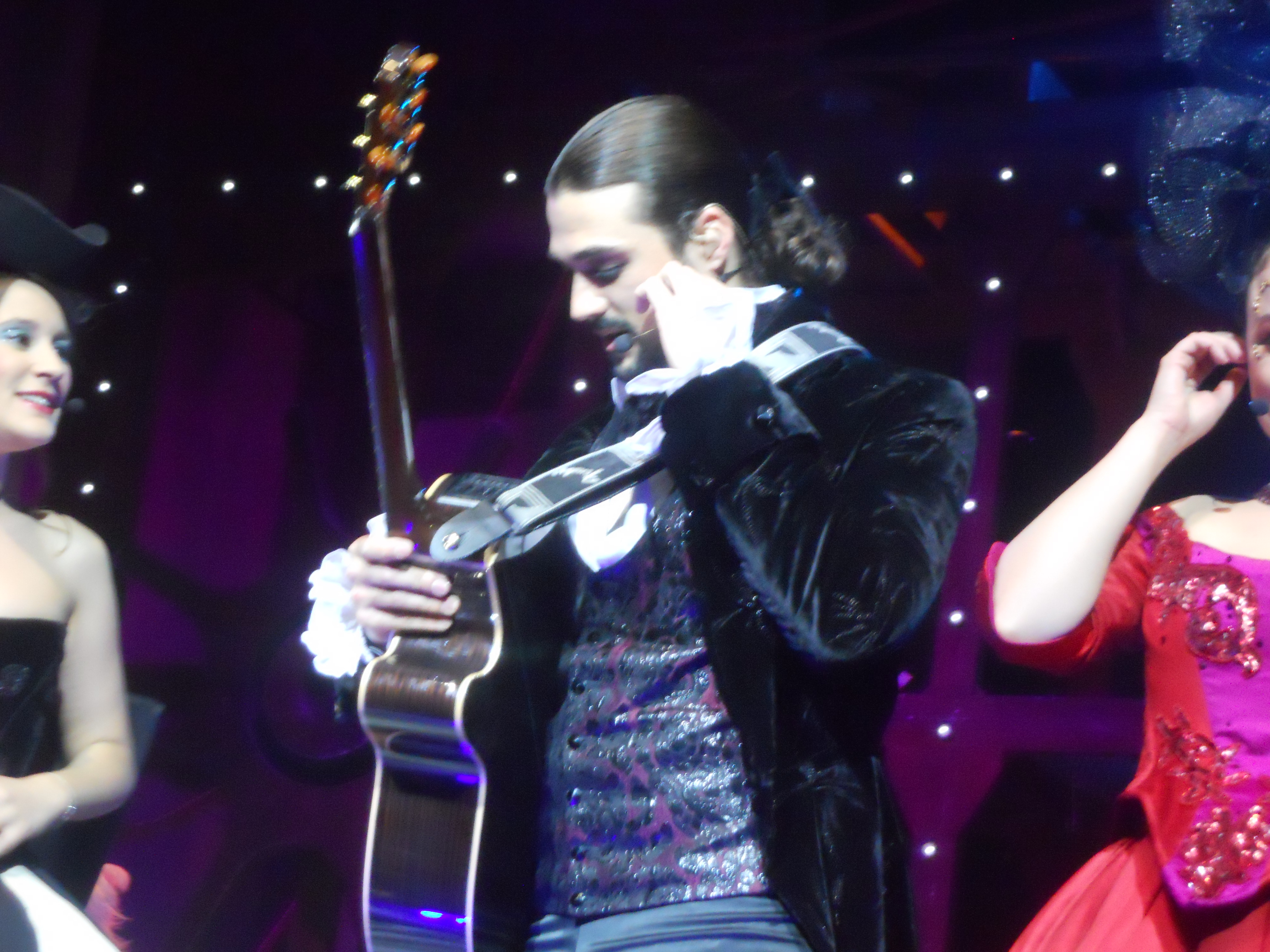
Florent Mothe w Mozart, l’opéra rock, kwiecień 2011

W 1996 roku, czyli w wieku piętnastu lat założył swój pierwszy zespół muzyczny o nazwie Lost Smile, z którym koncertował przez około sześć lat między Francją i Niemcami. W tym samym czasie odgrywał rolę naukowca w musicalu L’Alphoméga. Następnie wraz z grupą Ouija grał koncerty w Hard Rock Café, po czym przeniósł się do Toronto, gdzie rozpoczął karierę solową.
Po przeprowadzce grywał koncerty w kanadyjskich klubach oraz w nowojorskim Mod Club. Swoje zarejestrowane występy publikował w serwisie Myspace, gdzie odkryli go Dove Attia i Albert Cohen, producenci musicalu Mozart, l’opéra rock, którzy zaprosili go na casting do produkcji. Ostatecznie piosenkarz został wybrany do roli Antonia Salieriego. W 2010 roku otrzymał dwie statuetki na gali wręczenia NRJ Music Award za wygraną w kategoriach Piosenka roku (za utwór „L’assasymphonie”) i Duet/Grupa roku (jako członek obsady musicalu Mozart, l’opéra rock).
Wziął udział w nagraniu singla charytatywnego „Je reprends ma route” wspierającego organizację UNITAID, który ukazał się 24 września 2012, wykonanego przez formację Les Voix de l’Enfant (Głos dziecka) w towarzystwie takich wykonawców jak Quentin Mosimann, Matt Pokora, Emmanuel Moire, Joyce Jonathan, Gérard Lenorman, Marie Myriam, Mikelangelo Loconte, Pedro Alves, Merwan Rim i Yannick Noah.
W kwietniu 2013 roku ukazała się debiutancka płyta studyjna piosenkarza zatytułowana Rock in Chair, która promowana była przez single „Je ne sais pas”, „Les blessures qui ne se voient pas” i „Arrête”. W lipcu tego samego roku, wraz z Emmanuelem Moire, Brice Conradem, Louisem Delortem, Florentem Torresem, Mathieu Mendesem i Mickaëlem Miro wziął udział w nagraniu singla „Pour une vie, pour un rêve”. Dochód ze sprzedaży płyty przekazano dla międzynarodowej organizacji Unitaid.
Od 2015 roku gra główną rolę Króla Artura w musicalu La légende du Roi Arthur.

## Dyskografia

### Albumy studyjne
- Rock in Chair (2013)
- Danser sous la pluie (2016)

### Single
- 2009 – „Vivre A En Crever” (duet z Mikelangelo Loconte)
- 2009 – „L’assasymphonie”
- 2012 – „On ira” (duet z Judith)
- 2013 – „Je ne sais pas”
- 2013 – „Les blessures qui ne se voient pas”
- 2013 – „Arrête”
- 2015 – „Quelque chose de magique” (duet z Camille Lou)
- 2016 – „Auprès d’un autre”
- 2016 – „Quoi de neuf?”

## Musicale
- 2008-2014: Mozart, l’opéra rock jako Antonio Salieri
- 2015-2016: La Légende du roi Arthur jako Król Artur